# Joseph von Appel (1823–1888)
Joseph Freiherr von Appel, avstrijski general, * 15. september 1823, † 30. september 1888.

## Življenjepis
Izhajal je iz številne vojaške družine: oče podmaršal Joseph von Appel (1785–1855), stari oče po očetovi strani podmaršal Franz Seraph von Appel, stric generaladjutant Christian von Appel (1787–1854), stric podmaršal Ludwig Franz Mechtild Appel (1809–1875), bratranec Michael Ludwig von Appel (1856–1915), brat Christian von Appel (1831–1859) in brat general konjenice Joseph Freiherr von Appel (1826–1906).
Upokojen je bil 1. marca 1884.

## Pregled vojaške kariere
Napredovanja
- generalmajor: 1. maj 1875 (retroaktivno z dnem 23. aprilom 1875)
- podmaršal: 1. november 1879 (retroaktivno z dnem 1879)